# دوین (روستا)
دوین (به ارمنی: Դվին) یک روستا در ارمنستان است که در استان آرارات واقع شده‌است. دوین در  کیلومتری شمال آرتاشات، مرکز استان آرارات واقع شده است.

## خصوصیات
دوین ۷٫۴۶ کیلومترمربع مساحت و ۳٬۰۳۵ نفر جمعیت دارد و در ارتفاع  متر بالاتر از سطح دریا قرار گرفته است.